# Jindo-gun
Jindo-gun (hangul 진도군, hanja 珍島郡) är en landskommun (gun)  i den sydkoreanska provinsen Södra Jeolla. Den består av ön Jindo med kringliggande öar samt en arkipelag i den sydvästra delen av kommunen. Den har 32 232 invånare vid slutet av 2020.

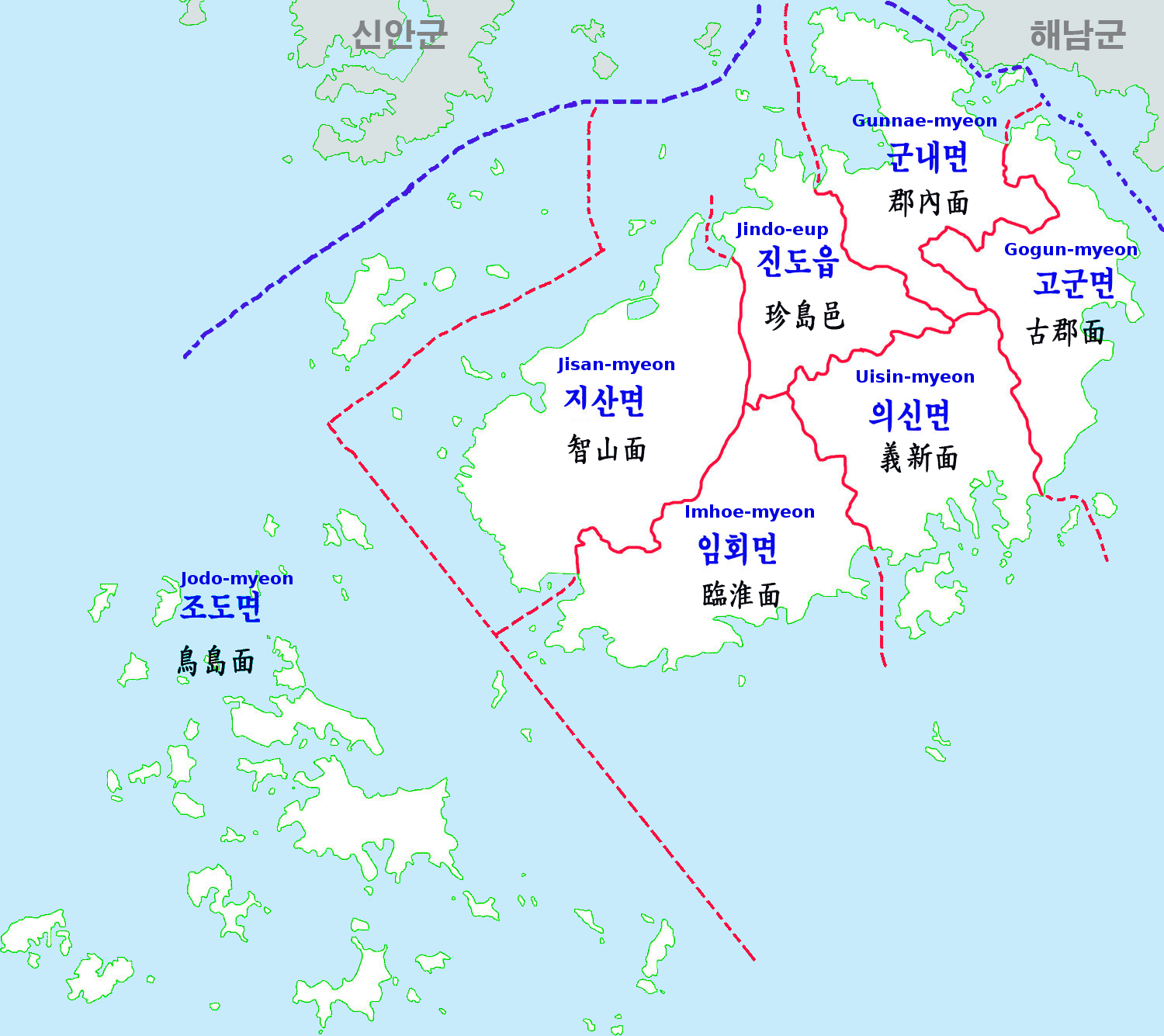
Jindo-gun

Huvudön Jindo är indelad i en köping, den administrativa huvudorten Jindo-eup, och fem socknar: Gogun-myeon, Gunnae-myeon, Imhoe-myeon, Jisan-myeon och Uisin-myeon. Arkipelagen ingår i socknen Jodo-myeon.